# شهرستان میگو
شهرستان میگو (به لاتین: Meigu County) یک منطقهٔ مسکونی در چین است که در لیانگشان یای واقع شده‌است.